# Antenna (könyvsorozat)
Az Antenna könyvsorozat (1972–1990) a kolozsvári Dacia Könyvkiadó természettudományi kérdésekről szóló könyvsorozata, Dáné Tibor szerkesztésében.

## A könyvsorozat jellemzése
Viszonylag kis terjedelemben számos kortárs tudományos információt kívánt nyújtani az olvasóknak, különösen a líceumok felső osztályosaihoz és az érettségizett közönséghez szólva. A szerzők több mint fele első kötetes: fiatal, pályája kezdetén álló tudományos-műszaki értelmiségi. A sorozat hozzájárult egy új magyar nyelvű természettudományos írógárda neveléséhez és egy szélesebb középszintű olvasóréteg tájékoztatásához, különleges nyelvművelő feladatot teljesítve a korszerű magyar tudományos és műszaki terminológia terjesztésével.
A sorozat 1972-ben Maurer I. Gyula és Virág Imre A relációelmélet elemei c. értekezésével kezdődött, s 1990-ben a 47. kötettel szűnt meg. Kiemelkedtek Semlyén János A tér és idő relativitása és a gravitációs hullámok (1974), Weszely Tibor A Bolyai-Lobacsevszkij geometria modelljei (1975), Koch Ferenc A tunel effektus (1976), Feszt Tibor-Kerekes Medárd Az érelmeszesedés kutatása és leküzdése (1976), Vallasek István Az abszolút zéró fok felé (1977), Páter Zoltán A matematikai logika alapjai (1978), Kovács Sándor-Nagy Baka György A számítógépek operációs rendszere (1979) c. munkája.
A sorozatban megjelent természetrajzi és földrajzi munkák helyszíni kutatások eredményei, kiemelkedik Benedek Zoltán A szőke Szamos földjén (1973), Csűrös István Az Erdélyi-medence növényvilágáról (1974) és Kisgyörgy Zoltán Őslények nyomában (1976) c. munkája.
A példányszámok igen magasak voltak (Például 8600 példányban jelent meg Xántus János: Otthonunk a naprendszer című könyve 1972-ben és 1900 példányban Selinger Sándor: A kristályfoszforok lumineszcenciája című könyve 1974-ben). A sorozat utolsó kötete 1990-ben jelent meg, Réthy Károly: Drágakövek és gyöngyök.

## A sorozat kötetei
- Maurer I. Gyula, Virág Imre: A relációelmélet elemei, 1972
- Xántus János: Otthonunk a naprendszer, 1972
- Dezső Ervin: A lézersugár, 1972
- Veress Éva: Ultrahang a biológiában, 1973
- Fülöp Géza: Munkában az enzimek, 1973
- Benedek Zoltán: A szőke Szamos földjén, 1973
- Csűrös István: Az Erdélyi-medence növényvilágáról, 1974
- Selinger Sándor: A kristályfoszforok lumineszcenciája, 1974
- Semlyén János: A tér és idő relativitása és a gravitációs hullámok, 1974
- Vasas Samu: A bionika ma,  1974
- Sándor István: Az egy sejttől a több szervig, 1974
- Boér Lászlóné: A végtelen halmazokról,  1975
- Weszely Tibor: A Bolyai-Lobacsevszkij geometria modelljei, 1975
- Fülöp Géza: Műanyagok ma és 2000-ben, 1975
- Kerekes Medárd, Feszt Tibor: Az érelmeszesedés kutatása és leküzdése, 1976
- Kisgyörgy Zoltán: Őslények nyomában. Paleontológiai kutatások a Kárpát-kanyar környékén, 1976
- Koch Ferenc: A tunel effektus, 1976
- Feszt Tibor, Kerekes Medárd: Az érelmeszesedés kutatása és leküzdése, 1976
- Fodor Lajos: Katalizátorok a modern kémiában, 1976
- Benedek Zoltán: Az időjárás és előrejelzése, 1977
- Vallasek István: Az abszolút zéró fok felé, 1977
- Máté Jakab, Schveiger Paul: Nyelvészet és matematika, 1977
- Nagy G. Károly: A vírus és a rák, 1977
- Buzás Gábor: Ismerjük meg a televíziót. A fekete-fehér televíziórendszerek, 1978
- Páter Zoltán: A matematikai logika alapjai, 1978
- Kaucsár Márton: Korszerű elektronikus áramkörök, 1978
- Kovács Sándor, Nagy Baka György: A számítógépek operációs rendszere, 1979
- Lőrinczi Miklós: Tápláló mikroorganizmusok, 1979
- Benedek Zoltán: Az élet fejlődése a Földön, 1980
- Dezső Ervin: Mozgás, erő, energia, 1980
- Sz. Benedek István: Világunk anyaga, a kompozit, 1981
- Maurer I. Gyula: Tizedes törtek és lánctörtek, 1981
- Vita László: Gazdasági-társadalmi hatékonyság a szocializmusban, 1981
- Veress István: Gyümölcsfogyasztó emberiség, 1982
- Kovács Kálmán: A holográfia, 1982
- Márton Attila: A légpárna alkalmazása a fizikában, 1982
- Kása Zoltán: Ismerkedés az informatikával, 1983
- Heinrich László: Newton klasszikus fizikája, 1983
- Dáné Tibor Kálmán: A csillagászati koordináta-rendszerekről, 1984
- Kiss Elemér: Haladványok, 1984
- Jakab Sámuel: Életünk és a termőtalaj, 1985
- Rab János: Élet és energia, 1986
- Kiss Ernő: A számelmélet elemei, 1987.
- Sándor József: Geometriai egyenlőtlenségek, 1988
- Dezső Gábor, Lázár József: Variációszámítás a fizikában és a technikában, 1988
- Csiha Csaba: Rendszerelméleti fogalmak, 1989
- Réthy Károly: Drágakövek és gyöngyök, 1990